# Безчастнов, Михаил Игоревич
Михаил Игоревич Безчастнов (укр. Михайло Ігорович Безчастнов; род. 28 мая 1951, Одесса) — советский и украинский художник, сценарист, режиссёр и актёр, архитектор, поэт.

## Биография
В 1973 году окончил Одесский инженерно-строительный институт. С 1977 года работал на Одесской киностудии ассистентом художника, затем художником-декоратором и художником-постановщиком.

## Фильмография
- Ипподром (1979) художник
- Место встречи изменить нельзя (1979) художник
- Вторжение (1980) актёр
- Сто радостей, или Книга великих открытий (1981) художник
- Время для размышлений (1982) художник
- Разбег (1982) художник
- Прибежище, или Тио-тио-тинкс (1983) художник
- Две версии одного столкновения (1984) художник
- И повторится все… (1984) художник
- В одну-единственную жизнь (1986) художник
- Фанат (1989) художник
- Рок-н-ролл для принцесс (1990) художник
- Фанат-2 (1990) художник
- Болеро, или Провинциальная мелодрама с эмоциональным пережимом (1992) режиссёр, автор сценария
- Увертюра (1994) режиссёр, автор сценария
- Бред вдвоем (1995) художник, автор сценария